# Juventud Comunista Ibérica
La Juventud Comunista Ibérica (JCI) fue una organización política juvenil española, impulsada por el Partido Obrero de Unificación Marxista (POUM) durante la Segunda República y la guerra civil española.
La JCI nació en julio de 1931 con el nombre de Juventudes Comunistas Independientes, vinculada al Bloque Obrero y Campesino (BOC), escisión del PCE liderada por Joaquín Maurín y contraria al estalinismo. 
El POUM proporcionó entrenamiento militar a la JCI.

Cabecera del semanario Acció de la Juventud Comunista Ibérica en Tarragona

A partir de septiembre de 1935, tras la unificación de Izquierda Comunista de España y el BOC que da nacimiento al POUM, se convierte en las juventudes del mismo. Sus principales dirigentes fueron Germinal Vidal, primer secretario de la JCI y muerto durante la sublevación militar del 19 de julio de 1936 en Barcelona, Wilebaldo Solano, que le sucedió en el cargo de secretario, e Ignacio Iglesias. 
Se opuso a la entrada del POUM en el gobierno de la Generalidad de Cataluña y formó un Frente de la Juventud Revolucionaria junto a las Juventudes Libertarias. Tuvo un papel destacado durante las Jornadas de mayo de 1937. Afirmaba tener 10 000 afiliados.
Su órgano oficial era el periódico Juventud Comunista, publicado en Barcelona. Otros órganos fueron Juventud Roja (Valencia), La Antorcha (Madrid), el diario Combat (Lérida) y el semanario Acción (Tarragona).